# Kombinat VEB Elektrogerätewerk Suhl
Das Kombinat VEB Elektrogerätewerk Suhl wurde Mitte der 1970er Jahre mit dem Hauptsitz auf dem Industriegelände Nord in Suhl gegründet. Das Kombinat fasste bereits bestehende Volkseigene Betriebe (VEB) und auch neu enteignete Privatbetriebe zusammen und war mit rund 4.000 Beschäftigten eines der größten Kombinate dieser Art.
Die Gründung erfolgte auf Grundlage der Beschlüsse des 8. Parteitags zum Konsumgüterprogramm der DDR von 1971. Zu den bekanntesten Produkten des Kombinats zählten der Staubsauger Omega und die Komet-Küchengeräte.
Das Kombinat war direkt dem Ministerium für Elektrotechnik und Elektronik unterstellt. Weitere zentralgeleitete Kombinate der elektrotechnischen Industrie können in der Liste von Kombinaten der DDR eingesehen werden.

## Stammbetrieb VEB Elektrogerätewerk Suhl
Zum Stammbetrieb wurden folgende Werke gezählt, die bestimmte Artikel herstellten. Manche Sortimente wurden nur über eine begrenzte Zeit produziert.
Im Industriegelände Suhl Nord (heute Zella-Mehlis) wurden Heißwasserspeicher 5 Liter in Über- und Untertischausführung, Allesschneider, Motorgrill, Gyrosgrill sowie ein Lichtblitzstroboskop – Zündzeitpunkteinstellgerät ZEG 1 N hergestellt.
In der Werner-Seelenbinder-Straße wurden hauptsächlich Elektrokleingeräte produziert, von der Haarschneidemaschine für Friseure bis hin zu Hunde- und Schafschurmaschine. Des Weiteren wurden Massagegerät, Haartrockner sowie Elektrorasierer und Batterierasierer hergestellt.
Im Werk Talstraße Zella-Mehlis wurden Handrühr- und Mixgeräte mit Zubehör sowie Geschirrspülmaschinen GA 4 gefertigt.
Das Werk Steinbach-Hallenberg fertigte Küchenmaschinen.

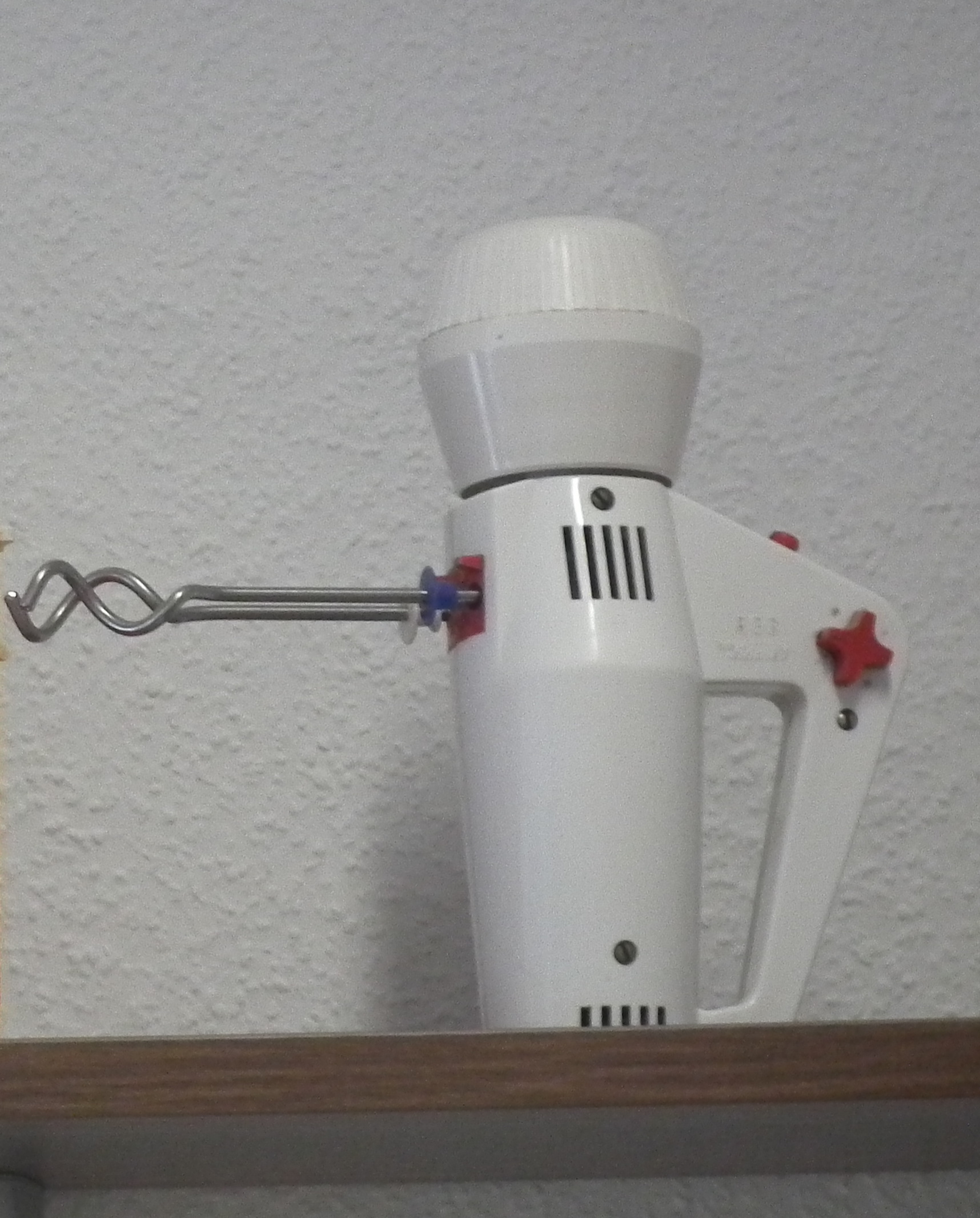
Rührgerät RG3
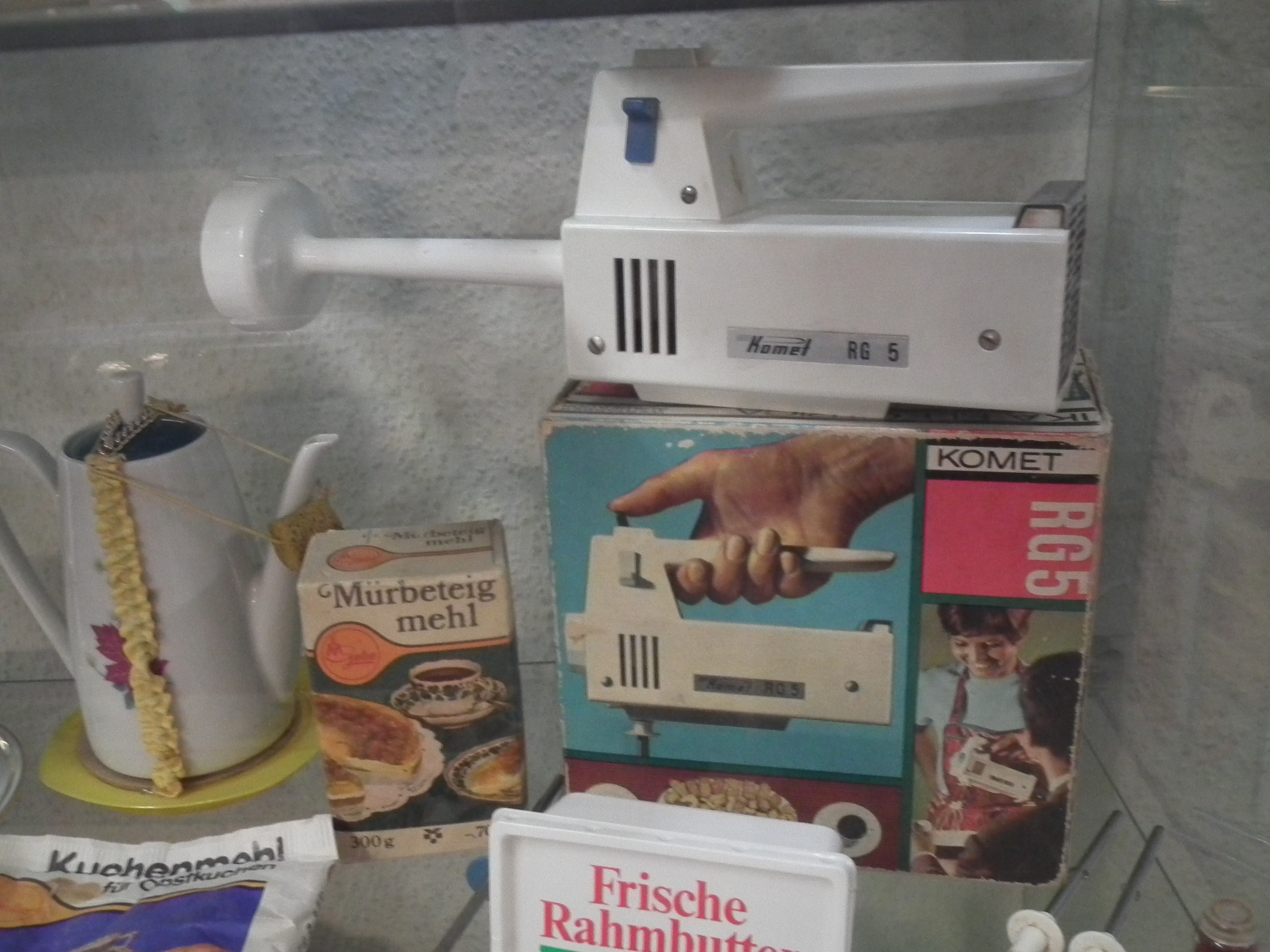
Rührgerät RG5
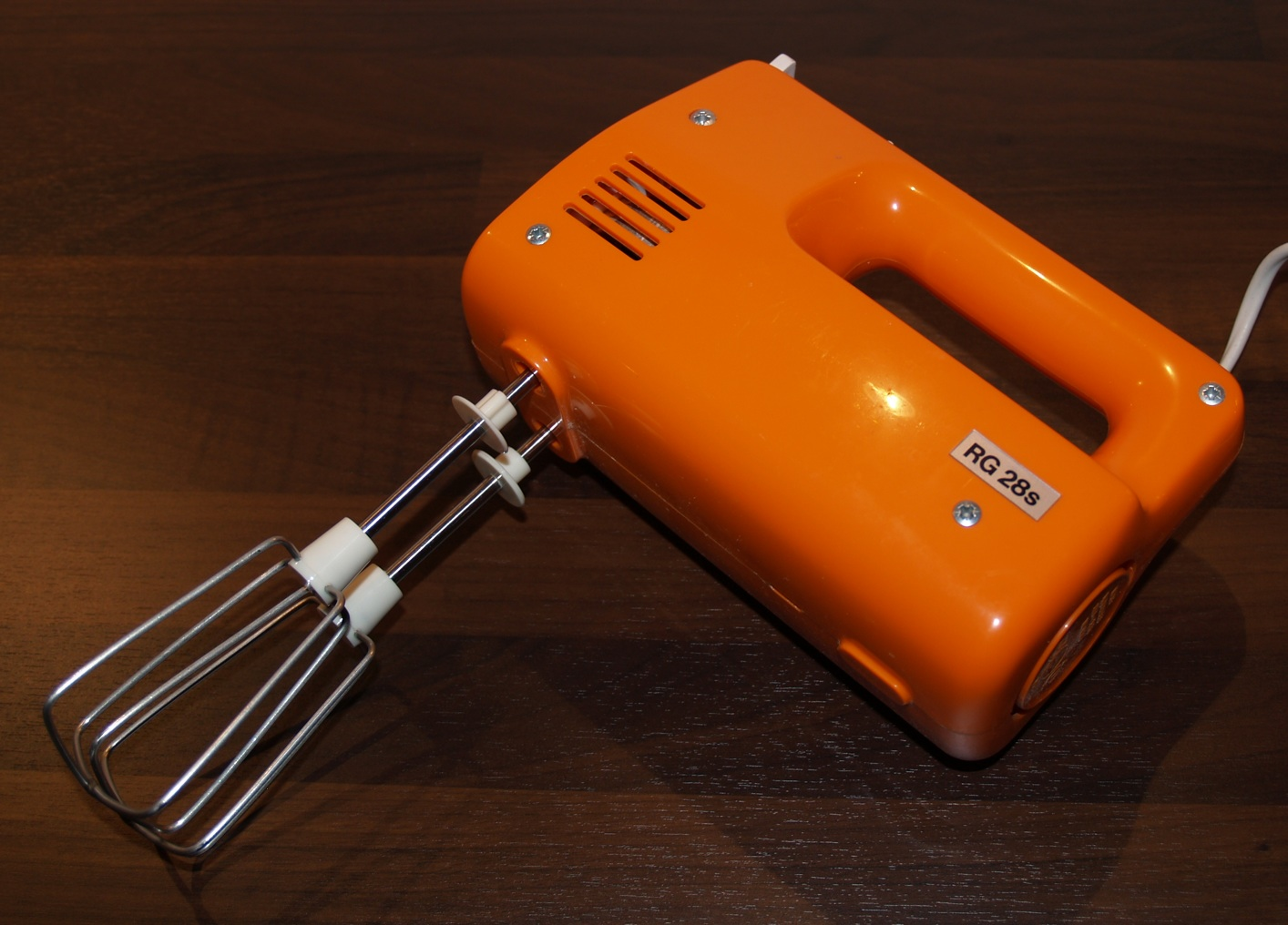
Handrühr- und Mixgerät „AKA electric RG28s“
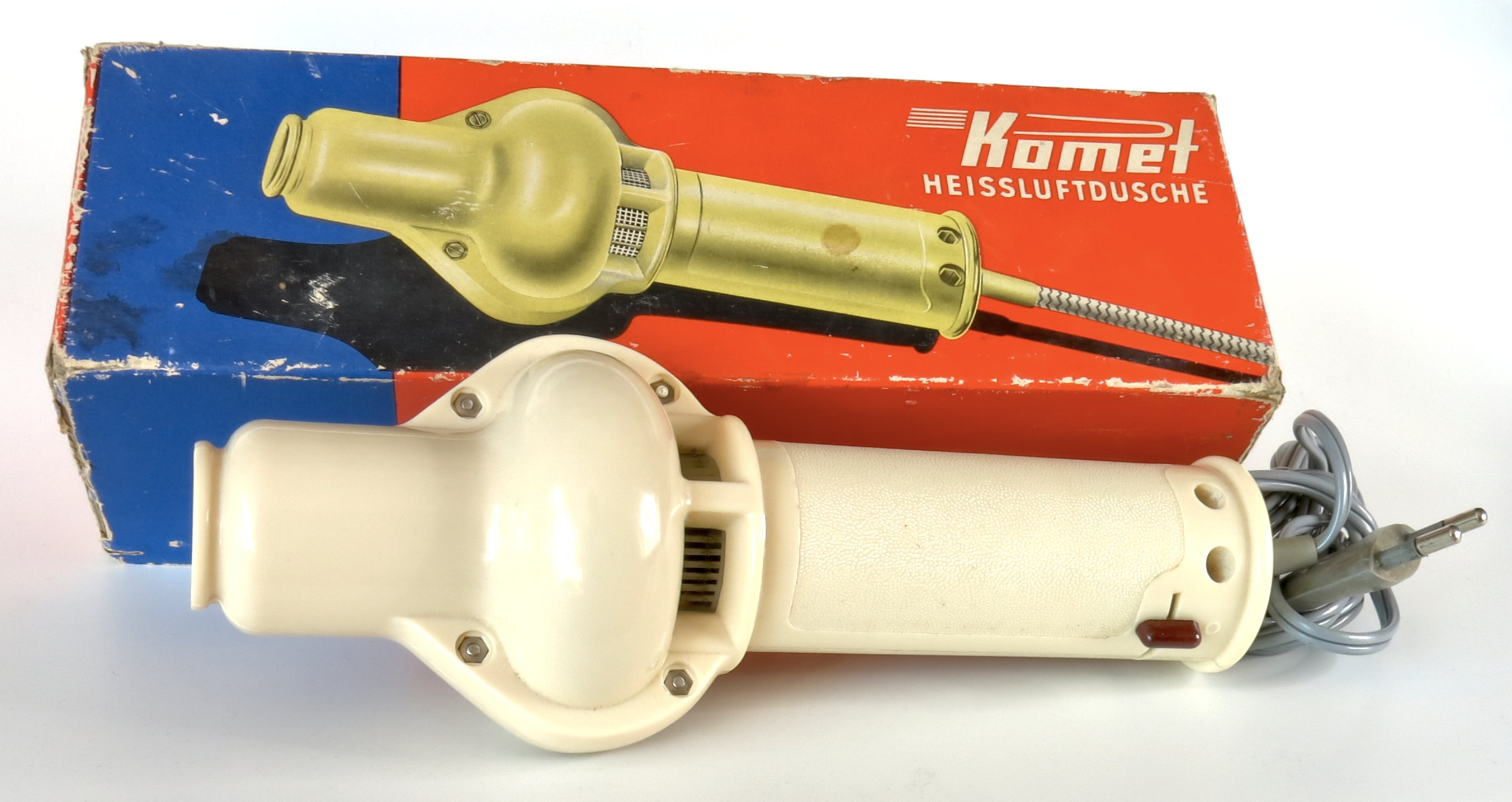
Die „Komet Heissluftdusche“ ist ein DDR-Nachbau (ca. 1955) des Siemens EDIR (1938)

## Weitere Betriebe

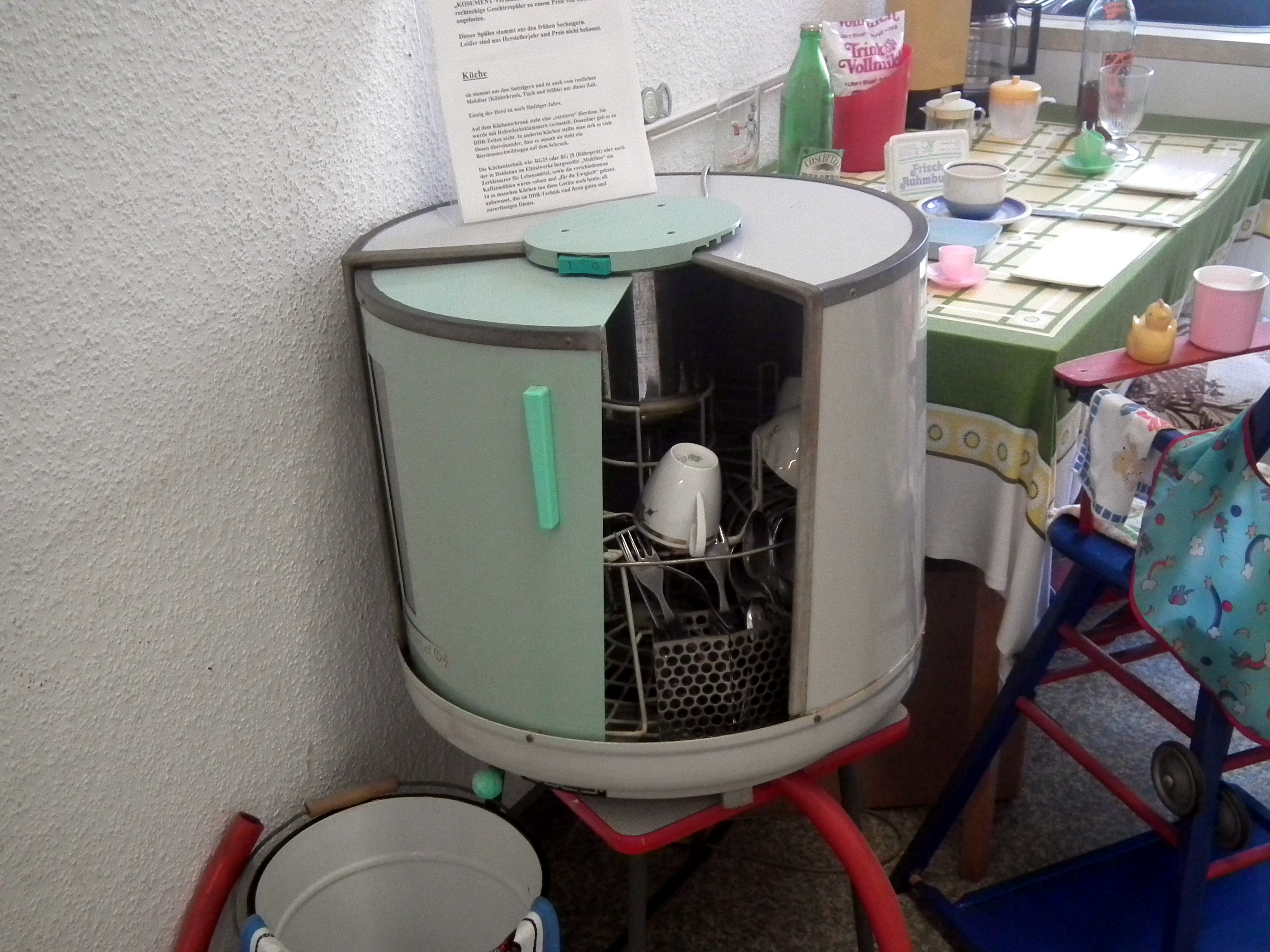
Geschirrspüler vom VEB Elektro Installation Oberlind im DDR-Museum Pirna

Der VEB Elektroinstallation Oberlind stellte Bodenstaubsauger, Raumheizlüfter sowie Kaffeemühlen (Schlagwerkmühlen, Mahlwerkmühlen) her.
Das bekannteste Produkt des VEB Elektrowärme Altenburg, der später in die Omega electric GmbH umgewandelt wurde, ist der Staubsauger Omega. Hier wurden auch Handstaubsauger, Haartrockner (Stabluftduschen, Heißluftkamm) sowie gewerbliche Staub- und Wassersauger SWS und Fußbodenreinigungsmaschinen (FBM) hergestellt.
Beim VEB Elektrowärme Sörnewitz wurden Trocken- und Dampfbügeleisen sowie Elektroherde, Heißwasserspeicher und Kochendwasserbereiter hergestellt.
Der VEB Elektrogeräte Bad Blankenburg bestand nach der Wiedervereinigung noch heute als „Efbe Elektrogeräte GmbH“ weiter. Im März 2024 meldete das Unternehmen Insolvenz an.
Der VEB Ingenieurbüro Elektrogeräte Karl-Marx-Stadt war der Forschungs- und Entwicklungsbetrieb des Kombinates. Der Betrieb war neben der Forschung und Entwicklung auch in den Bereichen Projektierung und Rationalisierung aktiv.
Bei den diversen VEB Haushaltselektrik, die in allen Bezirken der DDR agierten, handelte es sich um Kundendienstbetriebe.
Der VEB Elektromotorenwerk Schleusingen war bis 1983 Betriebsteil des Stammbetriebs und stellte verschiedene Elektromotoren her, darunter auch den für die Bodenstaubsauger VEB EIO.
Weiterhin umfasste das Kombinat die Betriebe VEB Elektro-Haushaltgeräte Brandenburg und VEB Metallverarbeitung Dietzhausen.

## Warenzeichen
Die am Anfang bestehenden Individual-Warenzeichen Omega, Efbe, Komet, IKA electrica, EWS wurden mit der Zeit durch das brancheneinheitliche Warenzeichen „AKA electric“ abgelöst.

## Haupthandelspartner
Exportiert wurde hauptsächlich über AHB Heimelectric Berlin (Außenhandelsbetrieb). Im Inland wurden die Produkte von dem Zentralen Warenkontor Haushaltswaren (ZWK) als Koordinierungsorgan für die Großhandelsgesellschaften (GHG) sowie an mehrere Sonderbedarfsträger, wie z. B. Bäuerliche Handelsgenossenschaft, NVA, Bauwesen, Rote Armee etc. gekauft.

## Positionierung im Realsozialismus
Die Exportquote war aufgrund der erheblichen Konkurrenz im Westen recht gering, Exportartikel wurden aber aufgrund des Devisenbedarfs vorrangig behandelt. Ein Teil des Patentschutzes der Konkurrenz konnte durch geschickte Nachbauten und Reengineering umgangen werden, die Patentquote des Kombinats war vergleichsweise hoch. Die Entwickler waren aber nicht zu Reisen in das nichtsozialistische Ausland berechtigt, es fehlte an wichtigen Kleinteilen und Rohstoffen zur Umsetzung der technischen Konstruktionen und selbst der Zugang zu westlichen Zeitschriften wurde extrem restriktiv gehandelt. Einige aus dem Westen mehr oder minder legal importierte Geräte, wie Testbeds oder CAD-Geräte wurden im Kombinat selbst erheblichen Zugangsbeschränkungen unterworfen.
Eine Reihe von gewünschten Geräten, wie eine Mikrowelle oder ein Solarium waren aus technischen Gründen und mangelnder Versorgung mit erforderlichen Kleinteilen und Rohstoffen nie zu realisieren.